# Radio clásico del electrón
El radio clásico del electrón, también conocido como radio de Lorentz o longitud de difusión Thomson, se basa en un modelo relativista clásico del electrón (es decir, no cuántico). Su valor se calcula como
| Símbolo                          | Nombre                                 | Valor                | Unidad      |
| -------------------------------- | -------------------------------------- | -------------------- | ----------- |
| {\displaystyle r_{\mathrm {e} }} | Radio del electrón                     | 2.8179402894(58)E-15 | m           |
| {\displaystyle \varepsilon _{0}} | Permitividad del vacío o espacio libre |                      | C2 / (N m2) |
| {\displaystyle e}                | Carga eléctrica                        |                      | C           |
| {\displaystyle m_{e}}            | Masa del electrón                      |                      | kg          |
| {\displaystyle c}                | Velocidad de la luz                    |                      | m / s       |

En unidades CGS, esto se simplifica
{\displaystyle r_{\mathrm {e} }={\frac {1}{4\pi \varepsilon _{0}}}{\frac {e^{2}}{m_{e}c^{2}}}=2.8179402894(58)\times 10^{-13}\mathrm {cm} }
y expresándolo con (hasta tres cifras significativas)
{\displaystyle e=4.80\times 10^{-10}\mathrm {esu} }
{\displaystyle m=9.11\times 10^{-28}\mathrm {g} }
{\displaystyle c=3.00\times 10^{10}\mathrm {cm/sec} }

## Deducción
Aplicando la electrostática clásica, la energía necesaria para cargar una esfera de densidad de carga constante, de radio {\displaystyle r_{e}} y de carga {\displaystyle e} es: 
{\displaystyle E={\frac {3}{5}}\;{\frac {1}{4\pi \varepsilon _{0}}}\;{\frac {e^{2}}{r_{\mathrm {e} }}}}
Si la carga está en la superficie, la energía es 
{\displaystyle E={\frac {1}{2}}\;{\frac {1}{4\pi \varepsilon _{0}}}\;{\frac {e^{2}}{r_{\mathrm {e} }}}}
Haciendo caso omiso de los factores de 3/5 o 1/2, si esto se iguala a la energía relativista del electrón ({\displaystyle E=mc^{2}}) y se resuelve para {\displaystyle r_{e}}), se obtiene el anterior resultado. 
En términos simples, el radio clásico del electrón es aproximadamente el tamaño que necesitaría tener el electrón para que su masa fuese debida por completo a su energía potencial electrostática - sin tener en cuenta la mecánica cuántica. Ahora sabemos que la mecánica cuántica, por ejemplo la teoría cuántica de campos, es necesaria para entender el comportamiento de los electrones en escalas de tan corta distancia, por lo tanto el radio clásico del electrón ya no se considera como el tamaño real de un electrón. Sin embargo, el radio clásico del electrón se utiliza como límite en las modernas teorías clásicas sobre el electrón, tales como la dispersión de Thomson no-relativista y la fórmula de Klein-Nishina relativista. Además, el radio clásico del electrón es más o menos la longitud de escala a la que la renormalización se hace importante en electrodinámica cuántica. Marca una cota inferior de validez de la electrodinámica clásica.
El radio clásico del electrón es una de las tres constantes físicas relacionadas con la longitud, siendo las otras dos el radio de Bohr {\displaystyle a_{0}} y la longitud de onda Compton del electrón {\displaystyle \lambda _{e}}. El radio clásico del electrón se deduce a partir de la masa del electrón {\displaystyle m_{e}}, la velocidad de la luz {\displaystyle c} y la carga del electrón {\displaystyle e}. El radio de Bohr se deduce a partir de {\displaystyle m_{e}}, {\displaystyle e} y la constante de Planck {\displaystyle h}. La longitud de onda Compton se deduce a partir de {\displaystyle m_{e}}, {\displaystyle h} y {\displaystyle c}. Cualquiera de estas tres longitudes se puede escribir en términos de cualquier otra usando la constante de estructura fina {\displaystyle \alpha }:
{\displaystyle r_{e}={\cfrac {\alpha \lambda _{e}}{2\pi }}=\alpha ^{2}a_{0}}

## Extrapolación
Extrapolando a partir de la ecuación inicial, a cualquier masa {\displaystyle m_{0}} se le puede asociar un radio electromagnético semejante al radio clásico del electrón.
{\displaystyle r={\frac {k_{\mathrm {C} }\;e^{2}}{m_{0}\;c^{2}}}={\frac {\alpha \;\hbar }{m_{0}\;c}}}
donde {\displaystyle k_{\mathrm {C} }} es la constante de la ley de Coulomb, {\displaystyle \alpha } es la constante de estructura fina y {\displaystyle \hbar } es la constante de Planck.